# بويدن كاربنتر
بويدن كاربنتر (بالإنجليزية: Boyden Carpenter)‏ هو مغن مؤلف أمريكي، ولد في 26 فبراير 1909، وتوفي في 25 مايو 1995.